# Serdar Gözübüyük
Serdar Gözübüyük (Haarlem, 29 ottobre 1985) è un arbitro di calcio olandese.

## Carriera
Di origine turca, ha esordito in Eredivisie nel 2010. Ottenuta la qualifica ad internazionale nel 2012, il 26 marzo 2013 arbitra la sfida tra Malta e Italia per le qualificazioni al campionato del mondo 2014: nel corso dell'incontro, concede un rigore per parte.
Viene scelto per l'Europeo Under-21 del 2017, in cui arbitra due gare della fase a gironi.
Selezionato ufficialmente 2 anni dopo anche per gli europei under 21 del 2019 in Italia e San Marino.
Il 23 aprile 2024 la UEFA lo ha convocato per il campionato d'Europa 2024 in Germania, nel ruolo di quarto ufficiale o riserva di assistente arbitrale insieme al collega Johan Balder, all'arbitro Danny Makkelie, agli assistenti Hessel Steegstra e Jan de Vries, ed ai VAR Rob Dieperink e Pol van Boekel.